# Оборняча
Оборняча (серб. Оборњача) — село в Сербії, належить до общини Ада Північно-Банатського округу автономного краю Воєводина.

## Населення
Населення села становить 389 осіб (2002, перепис), з них:
- угорці — 93,31%
- серби — 3,59%,

живуть також хорвати, югослави, бунєвці.